# Гедымин-Тюдешева, Парасковья Иннокентьевна
Парасковья Иннокентьевна Гедымин-Тюдешева (7 октября 1883 года, Табат, Минусинский уезд, Енисейская губерния — март 1975 года, Москва) — участница трех российских революций, первый представитель Хакасской автономной области при президиуме ВЦИК, государственный и общественный деятель.

## Биография
Родилась в бедной хакасской семье, в четыре года потеряла мать, оставшись со слепым отцом. С восьмилетнего возраста воспитывалась в доме аскизского священника Суховского. Училась в минусинской прогимназии, красноярском фельдшерском училище. За участие в подпольной деятельности красноярских социал-демократов в 1902 году сослана в Братский острог. В 1908 году вышла замуж за ссыльного социал-демократа Рафаила Иустиновича Гедымин (стала носить фамилию Гедымин-Тюдешева). С 1912 года, отбыв ссылку, на партийной работе в Иркутске, одновременно — статист-регистратор Иркутской переселенческой больницы. Член РКП(б) с 1919 года. Гласная Иркутской городской думы в сентябре 1919 — феврале 1920. В 1921—1930 годах — уполномоченная ВЧК в Бурятии, заместитель председателя Комитета помощи инвалидам гражданской войны при Бурятском ЦИК.
В июне 1930 года Западно-Сибирский крайком партии направляет ее в Хакасию секретарем парткомиссии. В декабре 1930 назначена полномочным представителем Хакасской автономной области при Президиуме ВЦИК в Москве. Активно помогает развитию промышленности, сельского хозяйства, образования, здравоохранения Хакасии, неоднократно встречается с М. И. Калининым, С. К. Орджоникидзе, Н. К. Крупской. Содействовала изданию учебников и литературы на хакасском языке, открытию краеведческого музея, развитию системы начального и среднего специального образования в регионе.
В 1933 году возвращается на руководящую партийную работу в Хакасию. С 1935 года, по семейным обстоятельствам, живет в Кирове, в Эстонии, с 1948 года — персональный пенсионер в Москве.
Похоронена на Новодевичьем кладбище в Москве.